# No contaban con mi astucia
No contaban con mi astucia fue un programa de televisión mexicano organizado por la cadena Televisa, estrenado en la Ciudad de México el sábado 1 de abril de 2000. Su objetivo fue realizar un homenaje en vida a Roberto Gómez Bolaños, reconocido humorista mexicano creador de programas como El Chavo del 8, El Chapulín Colorado, entre muchos otros, incluyendo Chespirito. El título del evento hace alusión a la frase de esta última serie. La ceremonia contó con la participación de diversas personalidades del espectáculo y la música, además de la presencia de Emilio Azcárraga Jean, presidente de Televisa, y otros directivos de la misma empresa.

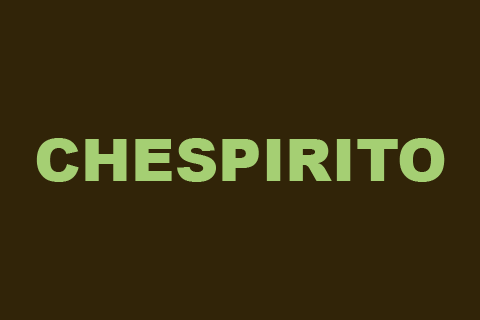
El programa tuvo como finalidad homenajear al cómico mexicano Chespirito.

Durante el evento se hizo también reconocimiento de aquellos actores que acompañaron a Roberto Gómez Bolaños como elenco oficial de sus series, y se recordó a los entonces actores fallecidos de las mismas como Ramón Valdés y Angelines Fernández, Raúl "Chato" Padilla y Horacio Gómez Bolaños.
El programa fue parte de un homenaje que tuvo una duración de 13 horas (15 contando un partido de fútbol que se le dedicó), mismo que incluyó también la transmisión de dos películas protagonizadas por Chespirito y un programa de imitación con participantes de toda Latinoamérica.

## Homenaje previo
El homenaje a Roberto Gómez Bolaños se transmitió por el Canal de las Estrellas de la empresa Televisa e inició a las 7:00 del sábado 1 de abril de 2000 con la transmisión de la película Don Ratón y don Ratero, dirigida y protagonizada por Chespirito en 1983. A las 9:00 el programa matutino Hoy que entonces contaba con transmisiones sabatinas, dedicó sus secciones al cómico mostrando segmentos de sus principales series. Posteriormente, a las 13:00 se transmitió la película de El Chanfle, de 1979. Aunque la programación volvió a la normalidad a las 15:00 por la transmisión del partido de fútbol de Necaxa vs. Atlante, éste encuentro fue también dedicado a Roberto Gómez Bolaños.
A las 17:00 inició la transmisión de los programas especiales producidos para homenajear a Chespirito después de su retiro, siendo el primero "Síganme los buenos", que consistió en la presentación de los finalistas del concurso de imitación con el mismo nombre realizado quince días antes. Los participantes de este evento fueron gente convocada que pudo inscribirse al concurso en toda Latinoamérica contando con un jurado entre los que se encontraban Ruben Aguirre y María Antonieta de las Nieves. El segundo programa especial fue "No contaban con mi astucia", que cerró el homenaje. Se trató del primer homenaje televisado en la historia de la televisión mexicana.

## Descripción
El programa "No contaban con mi astucia" inició a las 19:00, hora de México, y se llevó a cabo en la Ciudad de México, capital de este país. Fue conducido por Adal Ramones en el Foro 2 de Televisa San Ángel. En la mesa de honor, acompañaron a Roberto Gómez Bolaños su esposa y compañera de series, Florinda Meza; el presidente de Televisa Emilio Azcárraga Jean y el productor de telenovelas Ernesto Alonso. A lo largo del programa  se presentaron secuencias musicales, sketches, videos de semblanza y clips de series y segmentos cómicos como El Chavo del Ocho, El Chapulín Colorado, Los Caquitos, Los Chiflados, El Doctor Chapatín y La Chicharra.
Durante el homenaje los antiguos miembros del elenco de Chespirito, María Antonieta de las Nieves y Édgar Vivar recordaron a sus compañeros fallecidos de la serie El Chavo del Ocho como Ramón Valdés, Angelines Fernández, Raúl "Chato" Padilla y Horacio Gómez Bolaños, hermano de Chespirito. Al recordar a Ramón Valdés, María Antonieta de las Nieves diría: "Cuando Ramón Valdés interpretaba a Don Ramón llenaba la pantalla con su simpatía y quienes tuvimos el placer de trabajar con él, nos llenó la vida de alegría con sus ocurrencias". Por su parte Vivar diría sobre Angelines Fernández: "La magia blanca de su personaje es para siempre". El comediante Rubén Aguirre también participó en el evento.
Roberto Gómez Bolaños agradeció las muestras de cariño citando algunas de las frases de sus personajes, además de utilizar el "Chipote chillón", artículo usado con frecuencia durante la serie El Chapulín Colorado. Se homenajeó también su faceta como compositor musical, interpretándose en la ceremonia canciones de su autoría, tanto temas originales de sus series, como canciones de las telenovelas La dueña y Alguna vez tendremos alas, producidas por Florinda Meza. Además, la Sociedad de Escritores de México le entregó un reconocimiento honorífico por su contribución a la televisión. Participaron como presentadores Talina Fernández, Chabelo, Verónica Castro, Jacqueline Andere y René Casados, además de decenas de actores y cantantes. Entre las personalidades que se unieron a la felicitación a través de enlaces fueron Gaspar Henaine "Capulina", Cristina Saralegui, Enrique Krauze y Ricky Martin.
Al finalizar el evento, todos los asistentes participaron con una canción escrita especialmente para el homenaje. El programa cerró con la aparición sorpresa del actor Carlos Villagrán quien interpretó a Quico en El Chavo del Ocho. Carlos Villagrán había abandonado la serie consecuencia de un conflicto de autoría de personaje y estaba distanciado de Chespirito, por lo que su participación significó su reencuentro con el cómico luego de más de 22 años.
"No contaban con mi astucia" fue el primer homenaje que se realizó en vida a Roberto Gómez Bolaños, siendo el segundo América celebra a Chespirito en 2012.